# August Höhn
August Höhn (ur. 19 sierpnia 1904 w Lipporn, zm. 7 sierpnia 1982 w Düsseldorfie) – zbrodniarz nazistowski, Schutzhaftlagerführer w obozie koncentracyjnym Sachsenhausen i SS-Hauptsturmführer.

## Życiorys
Urodził się w miejscowości Lipporn nad Renem. W 1933 wstąpił do NSDAP i SS. We wrześniu 1939 wcielono go do Waffen-SS, w szeregach której brał udział w kampanii wrześniowej. 
W tym samym roku rozpoczął służbę w obozie Sachsenhausen. W maju 1943 awansował tam na stanowisko drugiego kierownika obozu i zastępcy komendanta (II. Schutzhaftlagerführer). Funkcję tę pełnił aż do maja 1945. Między innymi brał czynny udział w rozlicznych egzekucjach więźniów i jeńców radzieckich. Höhn kierował również selekcjami, wskutek których wysyłano niezdolnych do pracy więźniów do innych obozów celem zagazowania. Zamordował także wielu więźniów podczas ewakuacji Sachsenhausen. Aresztowany pod koniec wojny przez Brytyjczyków, został wydany władzom radzieckim celem osądzenia.
Höhn w procesie załogi Sachsenhausen, który toczył się przed radzieckim Trybunałem Wojskowym w Berlinie został skazany 1 listopada 1947 na dożywotnie więzienie połączone z ciężkimi robotami. W 1955 został zwolniony na skutek umowy amnestyjnej podpisanej przez ZSRR i RFN. Jednak już w 1960 został aresztowany przez władze zachodnioniemieckie i we wrześniu tego roku postawiono przed sądem w Düsseldorfie w związku ze zbrodniami popełnionymi w Sachsenhausen. Wśród zarzutów mu stawianych znalazły się: zamordowanie 200 jeńców radzieckich, udział w rozstrzelaniu 82 więźniów w nocy z 31 stycznia na 1 lutego 1945 czy wymordowanie około 2000 więźniów podczas marszu śmierci z obozu. 15 października 1960 Höhn skazany został na dożywotnie pozbawienie wolności. W maju 1973 Höhn został zwolniony z więzienia.